# Volxemia seabrai
Volxemia seabrai är en skalbaggsart som beskrevs av Dmytro Zajciw 1968. Volxemia seabrai ingår i släktet Volxemia och familjen långhorningar. Inga underarter finns listade i Catalogue of Life.